# Rocca Albornoziana (Spolète)
La Rocca Albornoziana   est une forteresse située à Spolète dans la Province de Pérouse construite entre 1359 et 1370.
Cette forteresse située au sommet du colle Sant'Elia à une altitude de 453 m domine la ville de Spolète. Il s'agit du principal édifice défensif du système de fortifications édifié par le pape Innocent VI, afin de renforcer militairement et rendre plus évidente l'autorité de l'État pontifical sur les territoires de l' Italie centrale.

## Histoire
La forteresse est édifiée à partir de 1359. Le pape Innocent VI demeure à l'époque à Avignon et veut rétablir son autorité sur les territoires de l'Italie centrale qui font partie de l'État papal. Pour ce faire, le pape dépeche en Italie le cardinal espagnol Egidio Albornoz, duquel la forteresse prend le nom. Albornoz charge 
Matteo di Giovannello da Gubbio dit « il Gattapone » des travaux qui se poursuivront jusqu'en 1370. La forteresse devient la résidence des gouverneurs de la ville s'enrichissant de décorations et fresques. Des papes y ont séjourné : Boniface IX en 1392, Nicolas V en 1449 pendant la peste de Rome, ainsi qu'à plusieurs occasions Lucrèce Borgia. À partir du XVIe siècle, la « Rocca » perd de son importance et à partir de 1764, les gouverneurs préfèrent habiter en ville. De 1817 à 1982 l'édifice est utilisé comme prison.
À la fermeture de la prison, l'édifice est momentanément abandonné, puis au cours des années 2000, débute une longue restauration.
Elle est ouverte au public, son « salon d'honneur » est utilisé pour les cérémonies et banquets.
Quinze salles abritent le Museo Nazionale del Ducato di Spoleto.

## Description
La forteresse a une forme rectangulaire (133 × 33 m), et est entourée par six imposantes tours. Elle possède deux cours centrales, une réservée à l'origine aux milices armées (Cortile delle Armi), l’autre aux administrateurs et gouverneurs (Cortile d’Onore). Les deux cours sont reliées par un tunnel décoré à la fin du XVIe siècle avec des fresques représentant six villes de l'État papal.
Les pièces les plus importantes sont le Salone d’Onore, la pièce la plus vaste et la Camera Pinta, qui conserve deux cycles picturaux à fresque datables du XIVe et  XVe siècle.
Gregorovius l'estima comme le plus beau monument du Moyen Âge.

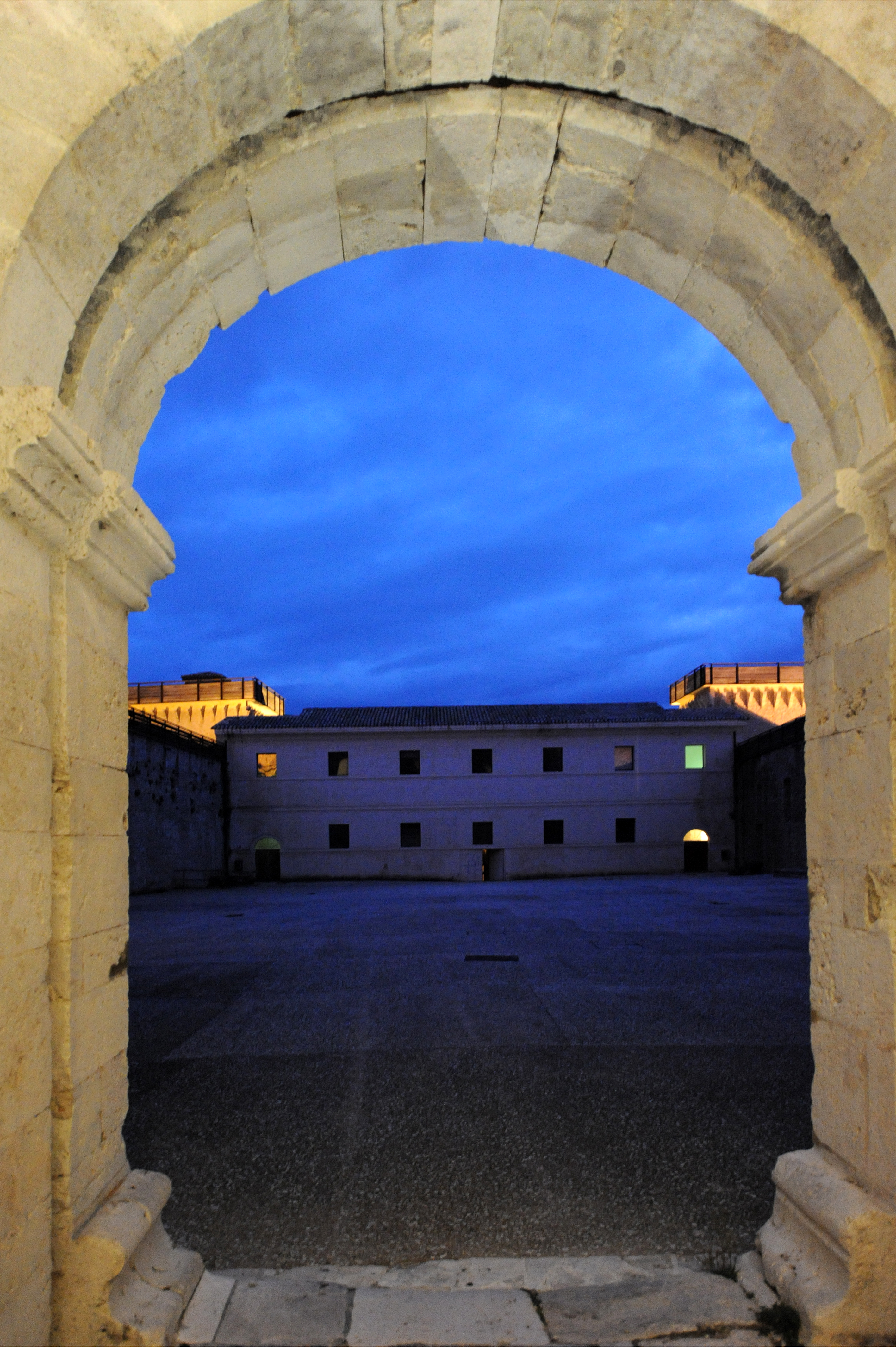
« Cortile delle Armi »
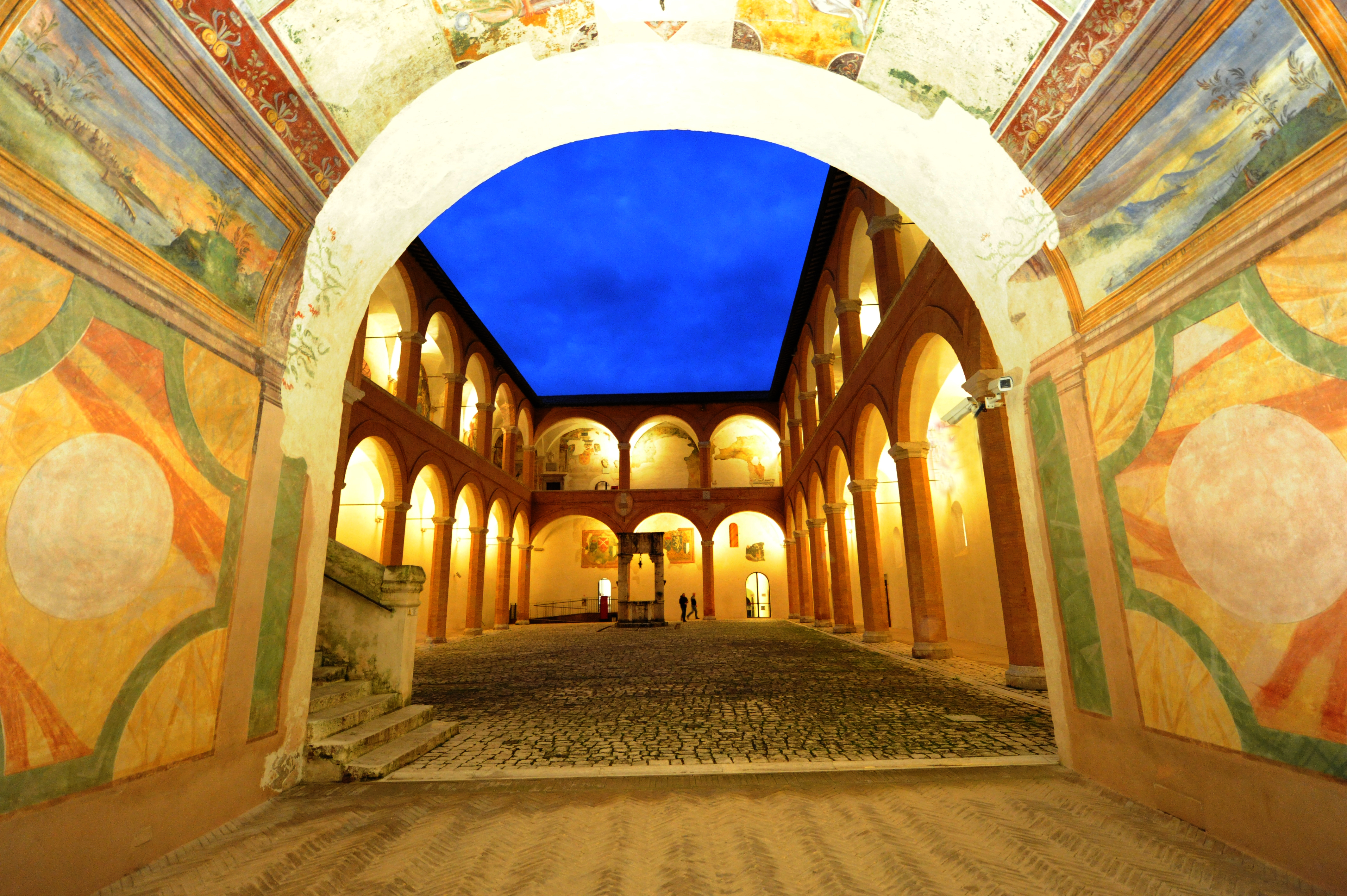
« Cortile d'Onore »
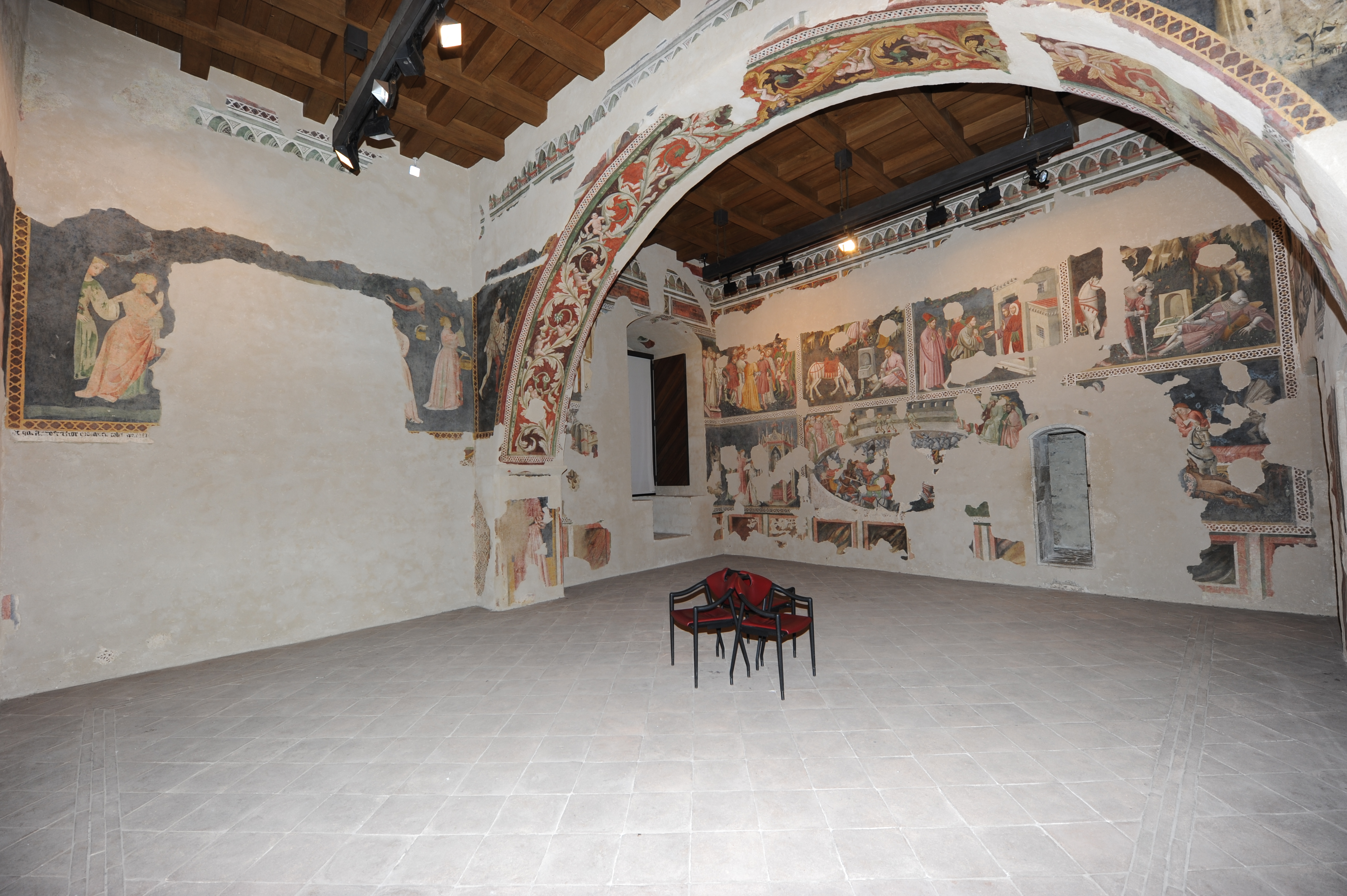
«Camera Pinta »